# Juncaria
Juncaria là một chi bướm đêm thuộc họ Erebidae.